# Principal-agent-teorien
Principal-agent-teorien, teori om delegation og ansvarlighed mellem individer, brugt inden for mange områder af samfundsvidenskaben, dog primært statskundskab og økonomi.
Teorien omhandler relationer, hvor en part (principalen) uddelegerer udførelsen af en given opgave til en anden part (agenten). Principalen har et ønske om at agenten udfører opgaven tilfredsstillende, men principalen har et problem, der består i at opstille en betalingsstruktur – en belønning – som giver agenten tilstrækkeligt incitament til at udføre opgaven i overensstemmelse med principalens ønsker.
Principal-agent-problemer er en hyppig årsag til markedsfejl.

## Principal-agent-teorien i praksis
- Virksomheder: Direktøren fungerer som principal, mens de ansatte er agenter
- Politik: Vælgerne er principaler, politikerne agenter
- Markedsøkonomi: Forbrugerne er principaler og producenterne er agenter
- Sundhedsvæsenet: Patienten er principal, lægen er agent
- Aktiemarkedet: Aktionærerne er principaler, aktieselskabets ledelse er agent

Der er således tale om et såkaldt over- og underordnelsesforhold, hvor principalen er den overordnede, mens agenten er den underordnede. Problemet er, at selv om principalen indgår en kontraktlignende aftale med agenten med den forventning at agentens handlinger afspejler principalens handlinger, er det ikke sikkert at agenten rent faktisk lever op til det. Agenten kan have en interesse i det modsatte. Man taler om, at agentens og principalens incitamentsstrukturer er asymmetriske.
Næsten alle relationer mellem to individer kan betragtes som principal-agent-relationer. I en virksomhed findes der således et komplekst sæt af principal-agent-relationer mellem individer placeret forskellige steder i virksomhedens hierarki:
- Direktøren for virksomheden er både principal for den ansatte i produktionen, for tillidsmanden og for værkføreren
- Værkføreren er principal for den ansatte i produktionshallen samt for tillidsmanden, mens han for virksomhedsejeren er agent.
- Tillidsmanden er agent for den ansatte i produktionshallen, for virksomhedsejeren og for værkføreren
- Den ansatte i produktionshallen er agent for virksomhedsejeren og værkføreren, men principal for tillidsmanden.

## De grundlæggende antagelser
Principal-agentteorien bygger på flere grundlæggende antagelser:
- Både principalen og agenten maksimerer deres nytte. De er altså begge optaget af at vælge den situation, der er bedst for dem selv
- Der eksisterer en målkonflikt mellem principalen og agenten
- Informationen mellem principalen og agenten er asymmetrisk – de har ikke adgang til samme information. Principalen har ikke den fulde viden om agentens handlen
- Agenten er opportunistisk

## Teoriens ræsonnementer
Der opstår to typer af problemer i principal-agent-teorien:
For det første et agentproblem, idet der er en konflikt mellem parterne om målet, og fordi det hverken ressourcemæssigt eller praktisk er muligt for principalen at overvåge agentens faktiske adfærd.
For det andet kan der opstå et risikoproblem. Principalen og agenten kan have en divergerende indstilling til det at påtage sig en risiko. Principalen kan så tøve, fordi han ikke kender agentens bidrag, mens agenten vil være tilbageholdende, når forholdet vedrører hans egen økonomi.